# Comando de Aeródromo E (v) 208/VII
El Comando de Aeródromo E (v) 208/VII (Flieger-Horst-Kommandantur E (v) 208/VII) fue una unidad de la Luftwaffe durante la Segunda Guerra Mundial.

## Historia
Fue formado el 1 de abril de 1944 en Parma, a partir del Comando de Aeródromo E 23/XI. Fue disuelto en diciembre de 1944.

## Comandantes
- Capitán Gottfried Tschoner – (1 de abril de 1944 – octubre de 1944)

## Servicios
- abril de 1944 – septiembre de 1944: en Parma (Italia).
- octubre de 1944 – diciembre de 1944: en Landau bajo el Comando de Base Aérea 14/VII.